# Heaven Forbid
Heaven Forbid è il dodicesimo album in studio della rock band Blue Öyster Cult, pubblicato nel 1998.

## Tracce
1. See You in Black – 3:17 –  (John Shirley, Eric Bloom, Donald Roeser)
2. Harvest Moon – 4:55 –  (Roeser)
3. Power Underneath Despair – 3:30 –  (John Shirley, Eric Bloom, Donald Roeser)
4. X–Ray Eyes – 3:48 –  (Shirley, Roeser)
5. Hammer Back – 3:35 –  (John Shirley, Eric Bloom, Donald Roeser)
6. Damaged – 4:22 –  (Shirley, Roeser)
7. Cold Gray Light of Dawn – 3:51 –  (John Shirley, Eric Bloom, Donald Roeser)
8. Real World – 5:08 –  (Shirley, Roeser)
9. Live for Me – 5:19 –  (Shirley, Roeser)
10. Still Burnin' – 3:39 –  (Jon Rogers, Roeser)
11. In Thee [Live] – 3:40 –  (Allen Lanier)

## Formazione
- Eric Bloom – chitarra, tastiere, voce
- Buck Dharma – chitarra, tastiere, voce
- Allen Lanier – chitarra, tastiere
- Danny Miranda – basso, voce
- Chuck Burgi – batteria, voce
- Bobby Rondinelli – batteria in Live for Me
- Jon Rogers – basso, voce in Harvest Moon, Power Underneath Despair, Still Burnin'
- Tony Perrino – tastiere addizionali